# Agafia Lykova
Agafia Karpovna Lykova (en ruso, Агафья Карповна Лыкова; nacida el 17 de abril de 1944) es una vieja creyente rusa integrante de la familia Lykov que ha vivido sola en la taiga la mayor parte de su vida. Desde 2016 reside en la parte oeste de los montes Sayanes, en la República de Jakasia. Lykova se convirtió en un fenómeno nacional a principios de la década de 1980 cuando Vasili Peskov publicó artículos sobre su familia y su situación de extremo aislamiento del resto de la sociedad. Lykova es el único miembro sobreviviente de la familia y ha sido casi por completo autosuficiente desde 1988, cuando murió su padre.

## Juventud
Lykova nació en una tina fabricada a partir de un tronco de pino en 1944, hija de Karp Osipovich Lykov y Akulina Lykova. Ella fue el cuarto hijo y la segunda en nacer en la Taiga.
Lykova vive a 1050 m de altura en una ladera remota de la cordillera de Abakán, a 240 km de la población más cercana. Durante los primeros 35 años de su vida, Lykova no tuvo contacto con nadie además de su familia inmediata. Todo su conocimiento del mundo exterior lo obtuvo de las historias de su padre y de la Biblia ortodoxa rusa de la familia.
En el verano de 1978, un grupo de cuatro geólogos descubrió por casualidad a la familia mientras sobrevolaban la zona en helicóptero. Los científicos informaron que Lykova hablaba una lengua "distorsionada por una vida de aislamiento" que se asemejaba a un "arrullo lento y poco claro". Su inusual habla hizo que se pensara erróneamente que Lykova tenía una discapacidad mental. Más tarde, tras observar su destreza en la caza, la cocina, la costura, la lectura y la construcción, se puso en duda la anterior hipótesis. El libro de Peskov informa que el vocabulario de Lykova creció a medida que tuvo más contacto con el mundo exterior. También informa que con frecuencia usaba palabras "inesperadas" cuando conversaba.

## Aislamiento
En 70 años, Lykova se ha aventurado a salir del asentamiento familiar seis veces. La primera vez fue en la década de 1980, poco después de que los artículos de Vasili Peskov sobre la historia del aislamiento de la familia los convirtieran en un fenómeno nacional. El gobierno soviético pagó para que ella viajara por la Unión Soviética durante un mes, tiempo durante el cual vio por primera vez aviones, caballos, automóviles y dinero. Desde entonces, solo ha salido del asentamiento para recibir tratamiento médico, visitar parientes lejanos y reunirse con otros viejos creyentes.
Lykova prefiere su vida en la taiga a la vida en los pueblos o ciudades más grandes. Ella afirma que el aire y el agua afuera de la taiga hacen que se enferme. También dijo que le parecen aterradores los caminos con mucho tránsito. En 2011, Agafia se reincorporó formalmente a la iglesia ortodoxa rusa de los Viejos Creyentes (jerarquía de Belokrinitskaya) durante una visita del arzobispo Korniliy (Titov), la cual coincidió con su cumpleaños número 69. En 2014, escribió una carta que se publicó en línea, en la que pedía que cualquiera fuera a su casa para ser su ayudante, ya que estaba "perdiendo sus fuerzas". En la carta afirmó tener "un bulto en su pecho derecho", una posible señal de que había desarrollado cáncer.
En enero de 2016, se informó que Lykova fue trasladada vía aérea a un hospital debido a un dolor en la pierna. Agafia fue atendida en un hospital de Tashtagol y planeó regresar a su hogar tan pronto los servicios de emergencia pudieran transportarla de regreso. Según The Siberian Times, así lo hizo y, hasta mediados de 2019, continuó viviendo allí. En 2021 se informó que el oligarca Oleg Deripaska había pagado para que se construyera una nueva cabaña en la taiga para que ella viviera en ella, ya que su vivienda anterior se había deteriorado.

## Relaciones
En una de sus conversaciones con Peskov, Lykova le dijo que se había casado con alguien durante uno de sus viajes fuera de la taiga. Sin embargo, no ofreció más información.
Durante 18 años, Lykova tuvo un vecino, Yerofei Sedov (uno de los geólogos que había llegado a la zona). Sedov les dijo a los periodistas de Vice que había ido a la taiga con la intención de ayudar a Lykova. Sin embargo, debido a su avanzada edad y discapacidad, dependió en gran medida de Lykova para conseguir alimentos y leña durante su estancia. Aunque en general ambos tenían una relación amistosa, hubo dos ocasiones en las que Lykova dice que Sedov la amenazó y "se comportó pecaminosamente". Sedov murió el 3 de mayo de 2015 a la edad de 77 años.